# Хрістос Пацатзоглу
Хрі́стос Пацатзо́глу (грец. Χρήστος Πατσατζόγλου; народився 19 березня 1979; Афіни, Греція) —  грецький футболіст. Виступав, зокрема за кіпрський клуб «Омонія» та національну збірну Греції.

## Досягнення
- Чемпіон Греції (7): 2002, 2003, 2005, 2006, 2007, 2008, 2009
- Володар Кубка Греції (4): 2005, 2006, 2008, 2009
- Володар Суперкубка Греції (1): 2007
- Чемпіон Кіпру (1): 2010